# Ostrowce (Gmina Iłów)
Pour les articles homonymes, voir Ostrowce.
Ostrowce  [ɔsˈtrɔft͡sɛ] est un village polonais de la gmina d'Iłów dans le powiat de Sochaczew et dans le voïvodie de Mazovie.